# Linda Kulle
Linda Kulle, född 9 maj 1983 på Gregersboda gård, Roslags-Kulla, är en svensk skådespelare.

## Biografi
Linda Kulle är dotter till skådespelaren Jarl Kulle och skådespelerskan Anne Kulle. Även hennes halvsyster Maria Kulle och systern Hanna Kulle är skådespelare.
År 2007 gjorde Linda Kulle sin första roll i långfilmen Den nya människan. 2009–2012 utbildade hon sig vid Teaterhögskolan i Malmö och arbetade på Teatr Weimar. År 2012 fick hon anställning på Uppsala Stadsteater där hon sedan 2015 tillhör den fasta ensemblen. Parallellt driver hon också sommarteatern Kullehusteatern, där hon spelat, regisserat, producerat och på senare år arbetat som dramaturg. Med filmproduktionsbolaget Crazy Pictures har hon medverkat i kortfilmerna Ta mig (2010) och Se mig (2015), och i Instagramfilmer i ett samarbete med UR under hashtagen #delakunskap (2016). Kulle medverkar också i deras första långfilm Den blomstertid nu kommer (2018).

## Filmografi i urval
- Luciamorgon SVT 1993
- Den nya människan 2007
- Lyckliga familjen 2009
- Ta mig 2010
- Se mig 2015
- #delakunskap 2016
- Den blomstertid nu kommer 2018

## Teater

### Roller (ej komplett)
| År   | Roll                                   | Produktion                                                                              | Regi                    | Teater                    |
| ---- | -------------------------------------- | --------------------------------------------------------------------------------------- | ----------------------- | ------------------------- |
| 2009 | Fröken                                 | Spöksonaten August Strindberg                                                           | Richard Turpin          | Strindbergs Intima Teater |
| 2011 | Jaget                                  | A Language at war                                                                       | Jörgen Dahlqvist        | Teatr Weimar              |
| 2012 | Eliza                                  | Pygmalion George Bernard Shaw                                                           | Lucy Pitman Wallace     | Uppsala Stadsteater       |
| 2013 | Lisen                                  | Sound of Music Richard Rodgers, Oscar Hammerstein, Howard Lindsay och Russel Crouse     | Ronny Danielsson        | Uppsala Stadsteater       |
| 2013 | Julia                                  | Romeo & Julia post scriptum                                                             | Fredrik Haller          | Teaterfestival Spoleto    |
| 2013 | Irina                                  | Tre systrar (Три сeстры, Tri sestry) Anton Tjechov                                      | Dennis Sandin           | Uppsala stadsteater       |
| 2014 | Fräulein Kost Sally Bowles, understudy | Cabaret John Kander, Fred Ebb och Joe Masteroff                                         | Ronny Danielsson        | Uppsala Stadsteater       |
| 2014 | Jelena                                 | Onkel Vanja (Дядя Ваня, Djadja Vanja) Anton Tjechov                                     | Yana Ross               | Uppsala Stadsteater       |
| 2015 | Anne                                   | La Cage aux Folles Jerry Herman och Harvey Fierstein                                    | Ronny Danielsson        | Uppsala Stadsteater       |
| 2016 | Marianne                               | Scener ur ett äktenskap Ingmar Bergman                                                  | Eva Dahlman             | Uppsala Stadsteater       |
| 2016 | Medea                                  | Medea (Μήδεια Mēdeia) Euripides                                                         | Viktor Tjerneld         | Uppsala Stadsteater       |
| 2017 | Beate Ekenstedt                        | Löwensköldska ringen Selma Lagerlöf                                                     | Anna Azcárate           | Uppsala Stadsteater       |
| 2018 | Alice Baker                            | Ett skri i natten Anders Lundin och Hans Marklund                                       | Hans Marklund           | Uppsala Stadsteater       |
| 2018 | Josephine Bloom                        | Big fish John August och Andrew Lippa                                                   | Ronny Danielsson        | Uppsala Stadsteater       |
| 2020 |                                        | Farliga förbindelser (Les Liaisons dangereuses) Christopher Hampton                     | Anna Azcárate           | Uppsala stadsteater       |
| 2020 |                                        | Århundradets kärlekssaga Märta Tikkanen                                                 | Hedvig Claesson         | Uppsala stadsteater       |
| 2021 |                                        | Matrixen Hanna Nygren och Helle Rossing                                                 | Helle Rossing           | Uppsala stadsteater       |
| 2022 | Jelena                                 | Kära Jelena (Дорогая Елена Сергеевна, Dorogaya Yelena Sergeyevna) Ljudmila Razumovskaja | Jonas Österberg Nilsson | Uppsala stadsteater       |
| 2022 | Elaine Harper                          | Arsenik och gamla spetsar (Arsenic and Old Lace) Joseph Kesselring                      | Philip Zandén           | Uppsala stadsteater       |
| 2023 | Judy                                   | 9 to 5 Patricia Resnick och Dolly Parton                                                | Farnaz Arbabi           | Uppsala stadsteater       |
| 2025 | Lauren                                 | Kinky Boots Harvey Fierstein och Cyndi Lauper                                           | Ronny Danielsson        | Uppsala stadsteater       |